# Maratus amabilis
Maratus amabilis é a aranha mais antiga descrita do gênero Maratus.

## Características.
Essa espécie de Maratus é muito diferente de outras do mesmo gênero , só o tamanho dela pode ser comparado a espécie Maratus pavonis.

## Cor.
O macho dessa espécie tem a cor azul celeste na sua maioria mas também apresenta azul escuro, vermelho, laranja e até traços de amarelo. Além de sua cor mesclada de preto e branco pelo corpo. Toda essas ores tem o objetivo de chamara atenção das fêmeas no acasalamento.

## Localização.
Ela pode ser encontrada na parte Oriental na costa e para o interior que se estende através de Victoria.